# Aedes sorsogonensis
Aedes sorsogonensis är en tvåvingeart som beskrevs av Banez och Jueco 1966. Aedes sorsogonensis ingår i släktet Aedes och familjen stickmyggor.
Artens utbredningsområde är Filippinerna. Inga underarter finns listade i Catalogue of Life.